# Maurice Dumont
Maurice Dumont war ein französischer Autorennfahrer.

## Karriere als Rennfahrer
Maurice Dumont startete einmal beim 24-Stunden-Rennen von Le Mans. 1926 fuhr er einen vom französischen Automobilpionier Henri Falconnet gemeldeten Overland 93 Six. Mit seinem Rennpartner Maurice Deprez erreichte er zwar das Ziel, die zurückgelegte Renndistanz reichte aber nicht aus, um in die Wertung zu kommen.

## Statistik

### Le-Mans-Ergebnisse
| Jahr | Team                  | Fahrzeug        | Teamkollege    | Platzierung     | Ausfallgrund |
| ---- | --------------------- | --------------- | -------------- | --------------- | ------------ |
| 1926 | Henri Falconnet Paris | Overland 93 Six | Maurice Deprez | nicht klassiert |              |